# Canistrum alagoanum
Canistrum alagoanum är en gräsväxtart som beskrevs av Elton Martinez Carvalho Leme och José A. Siqueira Filho. Canistrum alagoanum ingår i släktet Canistrum och familjen Bromeliaceae. Inga underarter finns listade i Catalogue of Life.